# Le beaujolais nouveau est arrivé (roman)
Pour les articles homonymes, voir Le beaujolais nouveau est arrivé.
Le beaujolais nouveau est arrivé est un roman de René Fallet paru en 1975. Il a inspiré le film du même nom.

## Principaux personnages
- Adrien Camadule,
- Poulouc,
- Captain Beaujol,
- Debedeux, un cadre dirigeant de la « Bang-Bang Aéronautique »

## Autres personnages
- Mme Conception Turlute, une concierge,
- Agaric Amadouvier, un paysan
- Sophie Debedeux, la femme de Debedeux
- Gaston et Germaine Lafrezique, les propriétaires du « Café du pauvre »
- M. Malbrunot, le chef de Debedeux.
- Chanfrenier, un travailleur
- Les membres du « Comité Contre de Résistance au Progrès »

## Le lieu de rencontre
Le « Café du pauvre » est un café d'un vieux quartier de banlieue.

## Éditions
- (ISBN 2207222039)
- (ISBN 2070370925)